# NGC 7218
NGC 7218 is een balkspiraalstelsel in het sterrenbeeld Waterman. Het hemelobject werd op 6 september 1793 ontdekt door de Duits-Britse astronoom William Herschel.

## Synoniemen
- MCG -3-56-8
- IRAS 22074-1654
- PGC 68199